# آمارتیا سن
آمارتیا کومار سن (به بنگالی: অমর্ত্য সেন) اقتصاددان هندی برنده جایزه نوبل اقتصاد است که در ۳ نوامبر  ۱۹۳۳ زاده شد. وی استاد فلسفه و اقتصاد در دانشگاه هاروارد است. او به سبب مشارکت‌هایش در نظریه‌های توسعه انسانی و اقتصاد رفاه شناخته شده‌است. مهم‌ترین کتابش «توسعه به مثابه آزادی» است.
سن در حال حاضر استاد اقتصاد و فلسفه در دانشگاه هاروارد است. او پیش‌تر به عنوان رئیس کالج ترینیتی در دانشگاه کمبریج فعالیت داشته است. در سال ۱۹۹۹، به پاس خدماتش در زمینه اقتصاد رفاه، بالاترین نشان غیرنظامی هند، یعنی نشان بهارات راتنا (Bharat Ratna)، به او اعطا شد. انجمن ناشران و کتاب‌فروشان آلمان نیز در سال ۲۰۲۰ جایزه صلح صنعت کتاب آلمان German Book Trade را به دلیل پژوهش‌های پیشگامانه او در زمینه عدالت جهانی و مبارزه با نابرابری اجتماعی در آموزش و بهداشت به او اهدا کرد.

## آثار ترجمه‌شده به فارسی
اندیشه عدالت، هویت و خشونت، فرهنگ، هنر و توسعه، توسعه یعنی آزادی و اخلاق و اقتصاد به فارسی ترجمه شده‌است.
- آمارتیا سن، اخلاق و اقتصاد، ترجمهٔ حسن فشارکی، تهران، نشر و پژوهش شیرازه.
- آمارتیا سن، اندیشه عدالت، ترجمهٔ هرمز همایون‌پور و وحید محمودی، انتشارات کندوکاو، ۱۳۹۰.
- آمارتیا سن، برابری و آزادی، ترحمهٔ حسن فشارکی، تهران، نشر و پژوهش شیرازه، ۱۳۹۵.
- آمارتیا سن، هویت و خشونت، توهم تقدیر، ترجمهٔ فریدون مجلسی، آشیان،[۳]
- مارتا نوسبام و آمارتیا سن، کیفیت زندگی، ترحمهٔ حسن فشارکی، تهران، شیرازه کتاب ما، ۱۳۹۷.